# Schloss Beuggen (Landschaftsschutzgebiet)
Das Landschaftsschutzgebiet Schloss Beuggen ist ein mit Verordnung der Unteren Naturschutzbehörde beim damaligen Landratsamt Säckingen vom 24. Juli 1956 ausgewiesenes Schutzgebiet, das zur Stadt Rheinfelden im Landkreis Lörrach in Baden-Württemberg gehört.

## Lage und Beschreibung
Das rund 16 Hektar große Schutzgebiet umfasst die Gebäude und die nähere Umgebung des mehr als 850 Jahre alten Deutschordensschlosses Beuggen. Es liegt direkt am Rhein und wird begrenzt von der Landesgrenze zur Schweiz in der Rheinmitte und der Eisenbahnlinie der Hochrheinbahn. Es gehört zum Naturraum 160-Hochrheintal innerhalb der naturräumlichen Haupteinheit 16-Hochrheingebiet.

## Schutzzweck
Wesentlicher Schutzzweck ist die Erhaltung der Schlossanlage mit Schlosspark einschließlich der näheren Umgebung des Schlosses im historisch gewachsenen Zustand.